# Bukowica (Niegosławice)
Bukowica (deutsch Bockwitz) ist ein Dorf in der Landgemeinde Niegosławice (Waltersdorf) im Powiat Żagański der Woiwodschaft Lebus in Polen.

## Sehenswürdigkeiten
- Die römisch-katholische Kirche St. Andreas ist eine gotische Saalkirche aus der zweiten Hälfte des 14. Jahrhunderts. Sie wurde mehrfach umgebaut, zuletzt in der zweiten Hälfte des 19. Jahrhunderts. Der Hauptaltar ist ein spätgotisches Triptychon aus der ersten Hälfte des 16. Jahrhunderts.[1]